# Sintetizadores Casio CZ

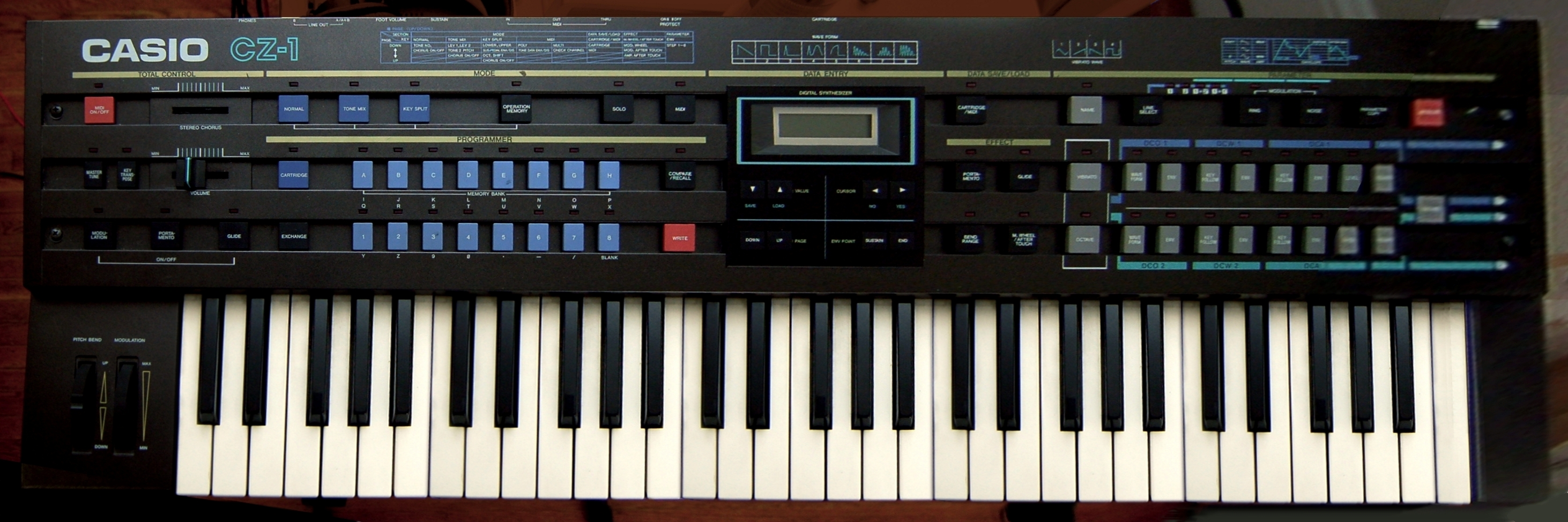
Casio CZ-1

La Serie CZ de Casio fue una familia de sintetizadores por distorsión de fase (phase distortion synthesis) de bajo costo fabricados por la empresa Casio Computer Co., Ltd. a mediados de la década de 1980. Fueron lanzados ocho modelos de sintetizadores CZ: CZ-101, CZ-230S, CZ-1000, CZ-2000S, CZ-2600S, CZ-3000, CZ-5000 y CZ-1. El modelo de teclado doméstico CT-6500 usó 48 distorsiones de fase preajustadas de la línea CZ. La serie CZ fue una serie de sintetizadores notablemente flexibles y su precio hizo accesible el uso de sintetizadores programables por parte de las bandas de garaje.
Atendiendo al éxito de la Serie CZ de Casio, poco después Yamaha introdujo en el mercado su propia línea de sintetizadores digitales de bajo costo, que incluyó los modelos DX-21 y DX-100.
Posteriormente, a finales de la década de los 80, Casio lanzó la serie de sintetizadores VZ, que mejoraría la síntesis por distorsión de fase, añadiendo elementos de la síntesis por modulación de frecuencias. No obstante, serían los últimos sintetizadores que utilizaran este tipo de síntesis.